# Nationalliga A (1990/1991)
Nationalliga A (1990/1991) – 94. edycja najwyższej piłkarskiej klasy rozgrywkowej w  Szwajcarii. Rozpoczęły się 25 lipca 1990 roku, zakończyły się natomiast 12 czerwca 1991 roku. W rozgrywkach wzięło udział dwanaście drużyn, w tym jedna, która awansowała z drugiej ligi – FC Zürich. Mistrzowski tytuł wywalczyła drużyna Grasshoppers Zurych. Królem strzelców ligi został Dario Zuffi z BSC Young Boys, który zdobył 17 goli.

## Drużyny
| Uczestnicy poprzedniej edycji                                                                                 | Uczestnicy poprzedniej edycji | Uczestnicy poprzedniej edycji | Uczestnicy poprzedniej edycji |
| --- | ----------------------------- | ----------------------------- | ----------------------------- |
| GRA | Grasshopper Club Zurych       | 1                             |                               |
| LAU | FC Lausanne-Sport             | 2                             |                               |
| NEU | Neuchâtel Xamax               | 3                             |                               |
| LUZ | FC Luzern                     | 4                             |                               |
| GAL | FC Sankt Gallen               | 5                             |                               |
| LUG | FC Lugano                     | 6                             |                               |
| YBO | BSC Young Boys                | 7                             |                               |
| SIO | FC Sion                       | 8                             |                               |
| AAR | FC Aarau                      | 9                             |                               |
| WET | FC Wettingen                  | 10                            |                               |
| SER | Servette FC                   | 11                            |                               |
| Awans z Nationalligi B (1989/1990)                                                                            |                               |                               |                               |
| ZUR | FC Zürich                     | 1                             |                               |
| Oznaczenia: - kolumna pierwsza – skróty nazw drużyn, - kolumna trzecia – miejsce zajęte w poprzednim sezonie. |                               |                               |                               |

Po poprzednim sezonie spadła: AC Bellinzona.

## Sezon zasadniczy

### Tabela
| Lp. | Drużyna                 | M  | Z  | R  | P  | Bramki | Bramki | Różn. | Pkt | Uwagi              |
| --- | ----------------------- | -- | -- | -- | -- | ------ | ------ | ----- | --- | ------------------ |
| 1   | FC Sion                 | 22 | 10 | 10 | 2  | 31     | 20     | +11   | 30  | Grupa mistrzowska  |
| 2   | Grasshopper Club Zurych | 22 | 9  | 9  | 4  | 29     | 17     | +12   | 27  | Grupa mistrzowska  |
| 3   | Neuchâtel Xamax         | 22 | 8  | 10 | 4  | 25     | 15     | +10   | 26  | Grupa mistrzowska  |
| 4   | FC Lausanne-Sport       | 22 | 9  | 8  | 5  | 39     | 30     | +9    | 26  | Grupa mistrzowska  |
| 5   | FC Lugano               | 22 | 8  | 9  | 5  | 27     | 22     | +5    | 25  | Grupa mistrzowska  |
| 6   | Servette FC             | 22 | 9  | 6  | 7  | 30     | 27     | +3    | 24  | Grupa mistrzowska  |
| 7   | BSC Young Boys          | 22 | 6  | 11 | 5  | 35     | 26     | +9    | 23  | Grupa mistrzowska  |
| 8   | FC Luzern               | 22 | 8  | 7  | 7  | 30     | 28     | +2    | 23  | Grupa mistrzowska  |
| 9   | FC Sankt Gallen         | 22 | 7  | 8  | 7  | 26     | 26     | 0     | 22  | Grupa awans/spadek |
| 10  | FC Aarau                | 22 | 3  | 9  | 10 | 19     | 30     | −11   | 15  | Grupa awans/spadek |
| 11  | FC Zürich               | 22 | 3  | 6  | 13 | 21     | 45     | −24   | 12  | Grupa awans/spadek |
| 12  | FC Wettingen            | 22 | 3  | 5  | 14 | 24     | 50     | −26   | 11  | Grupa awans/spadek |

## Grupa mistrzowska
| Lp. | Drużyna                 | M  | Z | R | P | Bramki | Bramki | Różn. | Pkt | Uwagi                                   |
| --- | ----------------------- | -- | - | - | - | ------ | ------ | ----- | --- | --------------------------------------- |
| 1   | Grasshopper Club Zurych | 14 | 7 | 5 | 2 | 27     | 15     | +12   | 19  | Puchar Europy • I runda                 |
| 2   | FC Sion                 | 14 | 3 | 8 | 3 | 14     | 15     | −1    | 14  | Puchar Zdobywców Pucharów • 1/32 finału |
| 3   | Neuchâtel Xamax         | 14 | 5 | 6 | 3 | 16     | 13     | +3    | 16  | Puchar UEFA • 1/32 finału               |
| 4   | FC Lausanne-Sport       | 14 | 5 | 6 | 3 | 15     | 13     | +2    | 16  | Puchar UEFA • 1/32 finału               |
| 5   | FC Lugano               | 14 | 5 | 4 | 5 | 16     | 15     | +1    | 14  |                                         |
| 6   | BSC Young Boys          | 14 | 3 | 6 | 5 | 21     | 26     | −5    | 12  |                                         |
| 7   | Servette FC             | 14 | 1 | 9 | 4 | 16     | 24     | −8    | 11  |                                         |
| 8   | FC Luzern               | 14 | 3 | 4 | 7 | 16     | 20     | −4    | 10  |                                         |

## Grupa awans/spadek

### Grupa A
| Lp. | Drużyna           | M  | Z  | R | P  | Bramki | Bramki | Różn. | Pkt | Uwagi |
| --- | ----------------- | -- | -- | - | -- | ------ | ------ | ----- | --- | ----- |
| 1   | FC Sankt Gallen   | 14 | 10 | 2 | 2  | 33     | 11     | +22   | 22  |       |
| 2   | FC Wettingen      | 14 | 9  | 2 | 3  | 25     | 15     | +10   | 20  |       |
| 3   | FC Chiasso        | 14 | 6  | 4 | 4  | 21     | 16     | +5    | 16  |       |
| 4   | FC Basel          | 14 | 4  | 4 | 6  | 18     | 17     | +1    | 12  |       |
| 5   | Yverdon-Sport FC  | 14 | 5  | 2 | 7  | 21     | 22     | −1    | 12  |       |
| 6   | FC Fribourg       | 14 | 4  | 3 | 7  | 18     | 25     | −7    | 11  |       |
| 7   | FC Baden          | 14 | 4  | 3 | 7  | 19     | 26     | −7    | 11  |       |
| 8   | Étoile Carouge FC | 14 | 4  | 0 | 10 | 16     | 32     | −16   | 8   |       |

### Grupa B
| Lp. | Drużyna              | M  | Z | R | P  | Bramki | Bramki | Różn. | Pkt | Uwagi |
| --- | -------------------- | -- | - | - | -- | ------ | ------ | ----- | --- | ----- |
| 1   | FC Zürich            | 14 | 7 | 7 | 0  | 28     | 10     | +18   | 21  |       |
| 2   | FC Aarau             | 14 | 7 | 6 | 1  | 28     | 12     | +16   | 20  |       |
| 3   | FC Schaffhausen      | 14 | 8 | 2 | 4  | 19     | 12     | +7    | 18  |       |
| 4   | FC Locarno           | 14 | 6 | 5 | 3  | 18     | 13     | +5    | 17  |       |
| 5   | FC La Chaux-de-Fonds | 14 | 5 | 2 | 7  | 27     | 26     | +1    | 12  |       |
| 6   | Urania Genève Sport  | 14 | 2 | 7 | 5  | 16     | 27     | −11   | 11  |       |
| 7   | Zug 94               | 14 | 2 | 3 | 9  | 14     | 29     | −15   | 7   |       |
| 8   | BSC Old Boys         | 14 | 2 | 2 | 10 | 11     | 32     | −21   | 6   |       |

## Najlepsi strzelcy
17 bramek
- Dario Zuffi (BSC Young Boys)

16 bramek
- John Eriksen (FC Luzern)

15 bramek
- Adrian De Vicente (Grasshopper Club Zurych)

13 bramek
- Stéphane Chapuisat (FC Lausanne-Sport)
- Maurizio Jacobacci (Servette FC)

12 bramek
- Peter Nadig (FC Luzern)